# Kahriz-e Dżamal
Kahriz-e Dżamal (pers. ‏كهريزجمال‎) – wieś w zachodnim Iranie, w ostanie Hamadan. W 2006 roku miejscowość liczyła 382 osoby w 91 rodzinach.